# Banyu Rejo
Banyu Rejo is een bestuurslaag in het regentschap Sleman van de provincie Jogjakarta, Indonesië. Banyu Rejo telt 7027 inwoners (volkstelling 2010).